# Kasteel van Vêves
Het kasteel van Vêves is een kasteel in Houyet in de Belgische provincie Namen, op een hoogte nabij het dorp Celles. Het is sinds de 12e eeuw in het bezit van de familie Beaufort en heeft zijn middeleeuwse vorm in essentie bewaard.

## Geschiedenis
Hofmeier Pepijn van Herstal vestigde een villa op de plek langs de weg tussen Dinant en Rochefort. Deze versterking werd door zijn opvolgers uitgebouwd en kwam vervolgens in handen van de heren van Celles. In de 12e eeuw verwierf Wouter van Beaufort de heerlijkheid door zijn huwelijk met Ode van Bretagne. Diens kasteel brandde in 1200 af maar werd door zijn nazaten tegen 1230 heropgebouwd. Dat was opnieuw nodig na een verwoesting door de Dinantezen in 1410. Het kasteel behield zijn militaire functie tot het einde van de middeleeuwen en werd dan in de renaissance en in latere eeuwen verbouwd: kantelen verdwenen, puntdaken werden toegevoegd en schietgaten werden vergroot tot vensters.

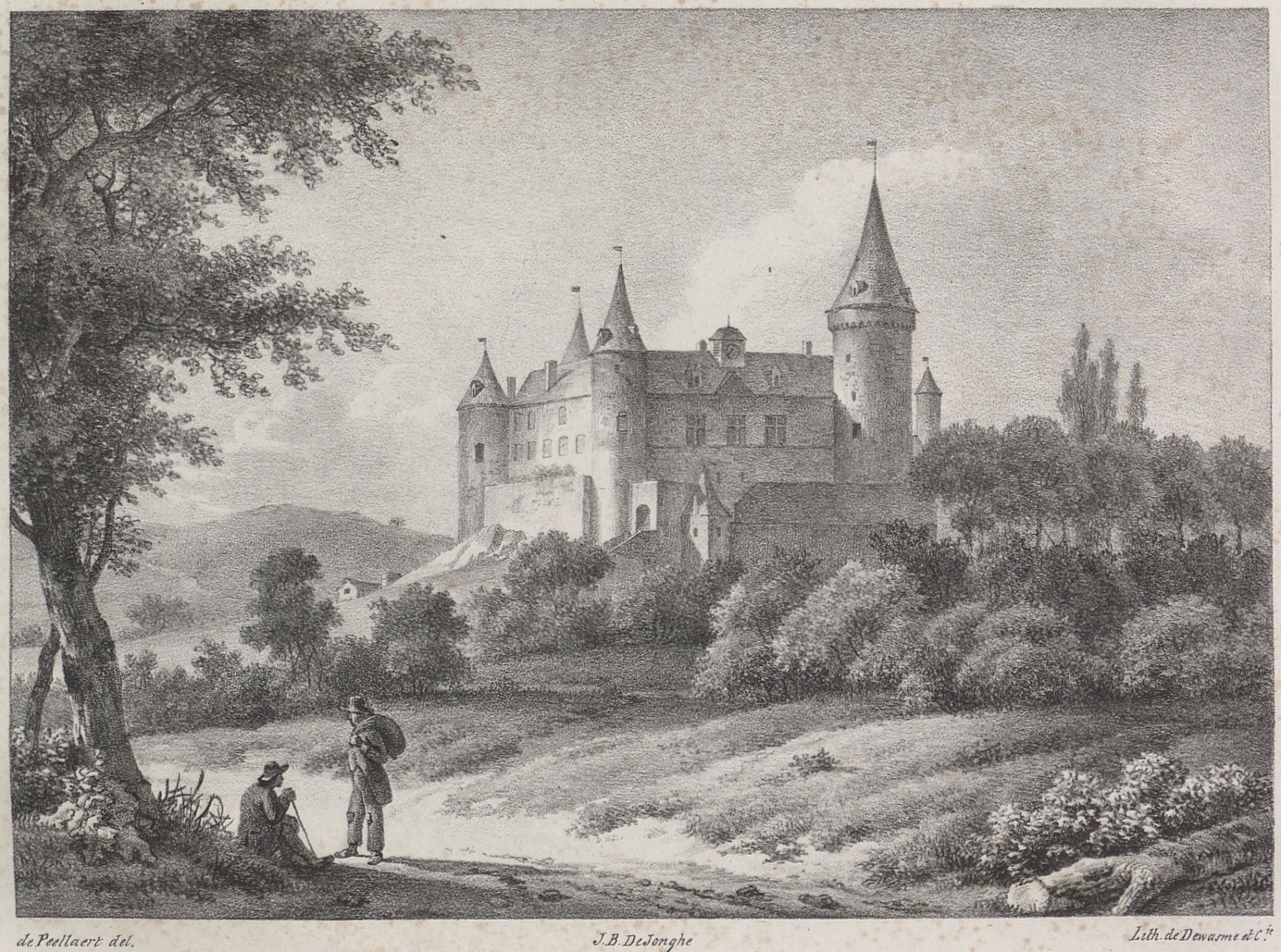
Litho uit begin 19e eeuw

In 1609 plaatste de baron van Celles in de kasteelkapel van Vêves een Mariabeeldje uit aardewerk dat door een houthakker in een eik was aangetroffen. Het trok bedevaarders aan, waarna de kasteelheren het onderbrachten in een nieuwe kerk op de plek van de eik, de Église Notre-Dame de Foy in Foy-Notre-Dame.
Onder de Franse Revolutie leed het bouwwerk in 1793 schade, die door de eigenaars de Liedekerke de Beaufort werd hersteld. Graaf Hadelin de Liedekerke Beaufort, een vooraanstaand politicus, was de laatste van de familie die het kasteel effectief bewoonde. Zijn zoon en kleinzoon bleven het echter in stand houden. De laatste richtte een vzw op met het oog op openstelling voor het publiek, wat gerealiseerd werd na een restauratiecampagne in 1969-1979 onder Christian de Liedekerke de Beaufort.

## Beschrijving
Het kasteel, gelegen boven het dorp op een met gras begroeide heuvel, heeft zware muren, ronde torens en hoge vensters. De onregelmatige vorm volgt de rots waarop het is gebouwd. Een 16e-eeuwse vakwerkgalerij kijkt uit op een geheel omsloten binnenplaats. De vleugel ertegenover heeft een gevel in rode baksteen in Lodewijk XV-stijl. Delen van het interieur, zoals de enorme middeleeuwse keukens, zijn robuust, terwijl de familievertrekken in latere eeuwen verfijnder zijn ingericht. Er zijn 18e-eeuwse meubels, schilderijen en porselein te zien. De gerestaureerde wapenzaal heeft nog tal van oorspronkelijke elementen, waaronder de haard, het plafond en de zandstenen vloer waarin een mozaïek met wapenschilden is verwerkt. De hoofdtoren, 8 meter breed en 36 meter hoog, behoort tot de oudste delen van het kasteel.

## Wetenswaardig
- In Mini-Europa is Vêves een van de elf Belgische maquettes.
- In de televisieserie Willem van Oranje is het gebruikt als locatie en staat het model voor Slot Dillenburg.